# 岩田アッチュ
岩田 アッチュ（いわた あっちゅ、10月15日 - ）は日本のシンガーソングライター。NIRGILISのボーカル。

## 来歴
1997年に心斎橋の楽器屋で「チボ・マット～ピンク・レディーまで好きな方！」というバンドメンバー募集の紙を見てNIRGILISのキーボーディストとして加入。その後ボーカルへ転身。2003年にNIRGILISでメジャー・デビュー。
2006年に発売したマッシュアップ的手法で名曲『アメイジング・グレイス』を自ら楽曲を取り込んだ『sakura』が、クラブ・ミュージックを取り入れたアニメ『交響詩篇エウレカセブン』の第4期OPに選ばれ、ヒットを記録。
アニメ『D.Gray-man』の第1期ED『SNOW KISS』、アニメ『鉄腕バーディーDECODE 02』OP『KISEKI』、アニメ『デッドマン・ワンダーランド』ED『SHINY SHINY』、『未来日記』インスパイアアルバム収録曲「ユビキタス」「CRAZY FOR YOU」などがタイアップに選ばれる。
2014年発売のアルバム「チュクリ」ではakinyan electro、DJ'TEKINA//SOMETHING、PandaBoY、Pa's Lam System、 Novoiski from Moonbug、Shandy Kubota、T-AK、The LASTTRAK、livetune、London Elektricityなど数多のアーティストをフィーチャリングしている。
2021年に岩田アッチュがバンド結成時のメンバーである佐竹モヨと伊藤孝氣に声を掛け再結成に至る。 
近年、NIRGILIS、月蝕會議、ソロとして楽曲提供・プロデューサーとして活動中。木村カエラ、平野綾、麻生夏子、寺島拓篤、ChouCho、Yun*chi、EMERGENCY、佐咲紗花、いとうかなこ、遠藤ゆりか、千菅春香、Tokyo 7th シスターズなどに楽曲提供を行っている。